# Agnes Franz

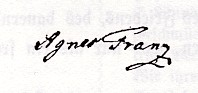
Autograph von Agnes Franz.

Agnes Franz, eigentlich Louise Antoinette Eleonore Konstanze Agnes Franzky, (* 8. Februar 1794 in Militsch, Schlesien; † 13. Mai 1843 in Breslau) war eine deutsche Schriftstellerin.

## Leben
Agnes Franz wurde als Tochter eines schlesischen Regierungs- und Hofrates geboren. Nach dem Tod des Vaters 1801 zog die Mutter mit ihren Töchtern nach Steinau an der Oder.
Im Jahr 1807 erlitt sie mit ihrem Reisewagen einen schweren Unfall und blieb für den Rest ihres Lebens körperlich behindert und leidend. Die Familie zog 1811 nach Steinach und später nach Oberarnsdorf auf das Gut eines Onkels. Beim Ausbruch der Freiheitskriege flüchtete die Familie nach Landeck. Ein kurzer Aufenthalt in Dresden 1821 brachte ihr die Bekanntschaft mit Johann Friedrich Kind, Pauline von Brochowska und Theodor Hell. Aus dieser Zeit stammt auch ihre Freundschaft zu Julie von Großmann (1790–1860), die später ihren Nachlass verwaltete und herausgab.
Als 1822 die Mutter starb, zog Franz zu ihrer in Wesel am Niederrhein verheirateten Schwester, da sie durch ihre Behinderung Unterstützung brauchte. Mit der Familie ihrer Schwester lebte sie zwischen 1830 und 1837 in Brandenburg. Mit ihrem kleinen Erbe und großer Tatkraft gründete Franz dort in Wesel einen Jungfrauenverein und eine Arbeitsschule für arme Mädchen und leitete sie auch.
Nach dem Tod ihres Schwagers 1837 zog Franz zusammen mit ihrer Schwester und deren vier Kindern nach Breslau. Auch hier engagierte sich Franz und gründete eine Armenschule, die sie auch leitete.
Im Alter von 49 Jahren starb Agnes Franz am 13. Mai 1843 in Breslau, wo sich auch ihr Gedenkstein auf dem Friedhof der Elftausend-Jungfrauen-Kirche befindet. Das Grab selbst wurde bei Straßenbauarbeiten anlässlich der Verbreiterung der Elbingstraße im Juli 1914 eingeebnet.

## Werke
- Glycerion. Sammlung kleiner Erzählungen und Romane. Max, Breslau 1824.
- Gedichte. 2 Bände. Krahn, Hirschberg 1826.[3]
- Der Christbaum. Klönne, Wesel 1829.
- Parabeln. Schulbuchhandlung, Soest 1829. (Digitalisat der 4. Aufl. 1862)
- Angela. Ein Roman in Briefen. 4 Bände. Bädeker, Essen 1831. (Digitalisat von Band 2)
- Stundenblumen. Eine Sammlung Polter-Abend-Scenen und andere Festgedichte . Bädeker, Essen 1833.
- Cyanen. 2 Bände. Bädeker, Essen 1833–1835. (Digitalisat Band 1), (Band 2)
- Kinderschatz. Parabeln, Fabeln, Sprichwörter, Sittensprüche, Gedichte, Räthsel und Charaden. Besonderer und vermehrter Abdruck aus dem „Buche für Kinder“. Hirt, Breslau 1841. (Digitalisat)
- Mein Vermächtniss an die Jugend. Hirt, Breslau 1841.
- Neue Sammlung von Parabeln. Bädeker, Essen 1841. (Digitalisat)
- Zauberblüthen. Original-Mährchen. Mit Illustrationen von Theodor Hosemann. Klemann, Berlin 1842.